# Haus (Steiermark)
Haus (häufig auch Haus im Ennstal) ist eine Marktgemeinde mit 2451 Einwohnern (Stand 1. Jänner 2025) in der Expositur Gröbming im Bezirk Liezen (Gerichtsbezirk Schladming) im Westen des österreichischen Bundeslandes Steiermark sowie als Wintersportort und als Austragungsort alpiner Ski-Weltcuprennen international bekannt.

## Geografie
Die Gemeinde liegt im obersten steirischen Ennstal in der Dachstein-Tauern-Region. Das Gemeindegebiet erstreckt sich im Norden auf die Dachstein-Hochfläche, im Süden in die Schladminger Tauern bis zum Höchstein (2543 m).
„Hausberg“ der Gemeinde ist der südlich der Enns gelegene Hauser Kaibling (2015 m).

### Geologie
Geologisch sind die nördlich der Enns gelegenen, zum Dachsteinmassiv gehörenden Gemeindegebiete ein Teil der Nördlichen Kalkalpen, während die südlich des Flusses gelegenen Teile zu den aus kristallinen Gesteinen gebildeten Schladminger Tauern gehören.

### Gemeindegliederung
Das Gemeindegebiet umfasst folgende acht Ortschaften (in Klammern Einwohnerzahl Stand 1. Jänner 2025):
- Birnberg (140) samt Birnberg-Zerstreute Häuser
- Ennsling (406) samt Höhenfeld, Niederberg und Ruperting
- Gumpenberg (97) samt Hauserberg
- Haus (892)
- Lehen (113)
- Oberhaus (155)
- Oberhausberg (44)
- Weißenbach (604) samt Sonnberg

Die Gemeinde besteht aus den Katastralgemeinden Ennsling, Haus, Oberhaus und Weißenbach.

### Nachbargemeinden
| Obertraun (OÖ)      |                                             | Gröbming |
| Ramsau am Dachstein | Kompassrose, die auf Nachbargemeinden zeigt | Aich     |
|                     | Schladming                                  |          |

## Geschichte

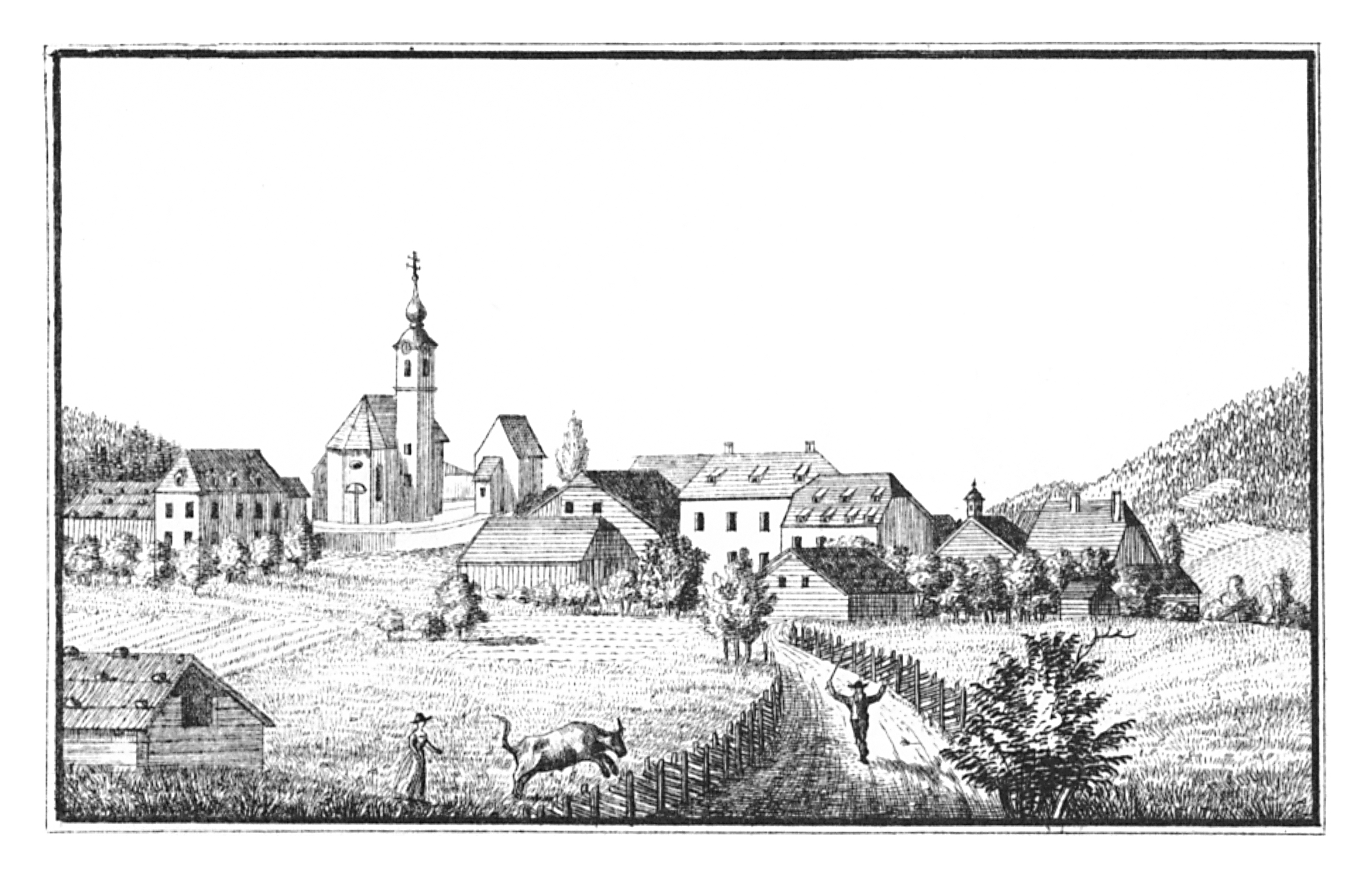
Schloß und Markt Haus,
J. F. Kaiser, Lithografie 1830

- Die erste urkundliche Erwähnung des Marktes stammt aus dem Jahr 927 (bzw. 928), wonach ein bayrischer Adeliger seine Besitzungen mit einem befestigten Gebäude (in althochdeutsch „hus“) dem Salzburger Erzbischof überließ.[2] Als Teil des Bistums gewann Haus in seiner Rolle als Hauptpfarrsitz und kirchliches Zentrum des Ennstals an Bedeutung, und verwaltete alle Diözesanpfarren von der steirisch-salzburgischen Landesgrenze bis nach St. Martin am Grimming und in die Sölktäler.
- 1786 wurde dieses Gebiet mit der Hauptpfarre Haus vom Erzbistum Salzburg abgetrennt und der neugebildeten Diözese Leoben übertragen.
- Eine repräsentative Barockkirche im Ortszentrum sowie die dazugehörige romanische Katharinenkapelle zeugen auch heute von der kirchlich-religiösen Geschichte des Ortes. Weitere historische Gebäude aus dem 15., 16. und 17. Jahrhundert prägen das Ortsbild.[3]

### Bevölkerungsentwicklung
Seit 1869 nahm die Bevölkerung von damals 1314 stetig zu; Unterbrechungen gab es lediglich von 1880 bis 1890 (−2,7 %), von 1910 bis 1923 (−4,8 %) und von 1981 bis 1991 (−0,9 %). Danach gab es bis 2001 wieder einen Zuwachs von 12,6 %, der sowohl auf die positive Geburtenbilanz als auch auf die positive Wanderungsbilanz zurückzuführen war. Aktuell zählt die Gemeinde 2451 Einwohner (Stand 1. Jänner 2025).
70 % der Einwohner sind römisch-katholisch und 23 % der Einwohner sind evangelisch.

## Kultur und Sehenswürdigkeiten

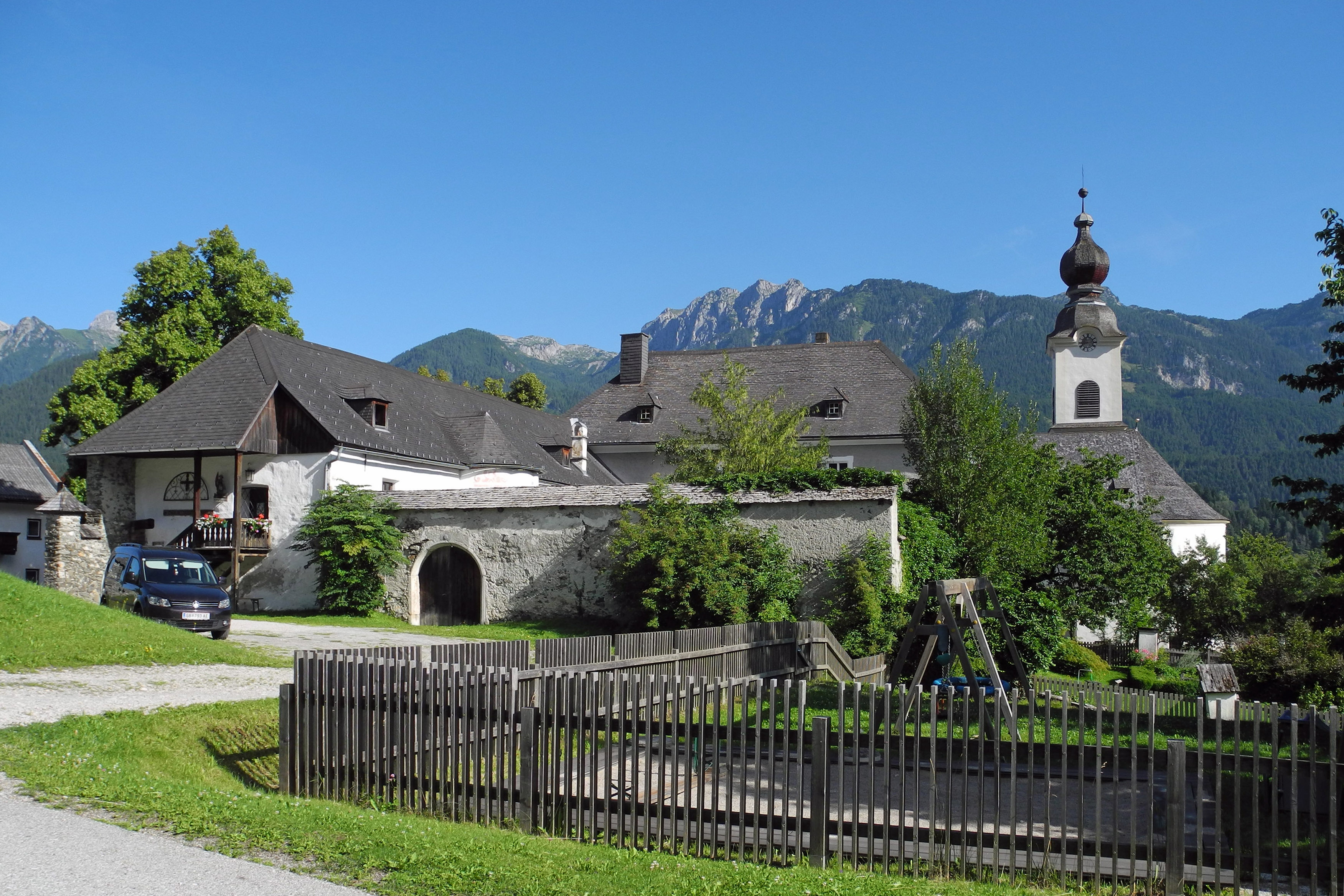
Dekanatsmuseum und Pfarrkirche Haus

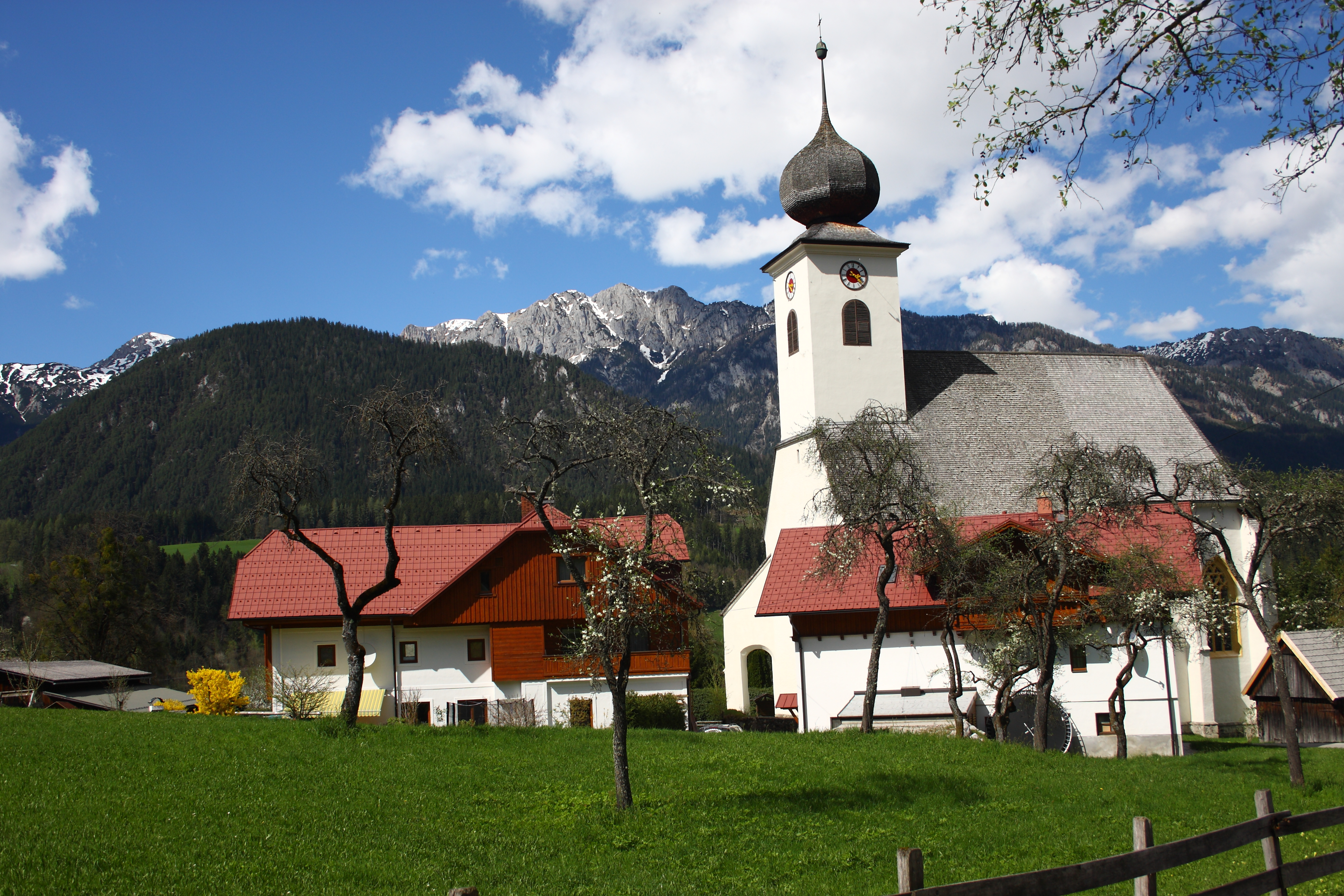
Filialkirche Oberhaus

- Katholische Pfarrkirche Haus im Ennstal hl. Johannes der Täufer
- Katharinenkapelle Haus im Ennstal: Die Friedhofskapelle ist das älteste sakrale Bauwerk des oberen Ennstales mit einem romanischen Kruzifix aus der Zeit um 1150.
- Filialkirche St. Margaretha in Oberhaus mit der berühmten „Drachenkanzel“
- Ortskern von Markt Haus mit gut erhaltenen Gebäuden aus dem 15., 16. und 17. Jahrhundert

Museen
- Dekanatsmuseum im katholischen Pfarrhof im Markt Haus (Dependance des Diözesanmuseums Graz, Diözese Graz-Seckau, Dauerausstellung zur Kultur-, Kunst- und Religionsgeschichte der Region)[4]
- Wintersportmuseum im alten Getreidespeicher am Schlossplatz (Entwicklung des Wintersports in der Region)

Naturdenkmäler
- alpines Naturschutzgebiet Kaiblingloch
- Felsengruppe um den Trutstein

Regelmäßige Veranstaltungen
- Ski-Opening[5] (jährlich Anfang Dezember)
- Ski-Saisonfinale (jährlich Anfang April)
- Hauser Sängertreffen (jährlich Mitte Mai)
- Mid Europe – Konzertante Blasmusik (jährlich im Juli)
- Krummholz-Mountainbike-Rennen[6] (jährlich Anfang September)

Musik
- Musikkapelle Haus
- Sängerrunde Weißenbach (Männergesangsverein)
- Kirchenchor „Shalom“

Kulinarische Spezialitäten
- Krapfen in verschiedensten Variationen
- Steirerkäse
- Kasnockerl
- Zirbenschnaps

## Wirtschaft und Infrastruktur
Wichtigster Wirtschaftsfaktor in Haus ist der Tourismus (70 % Winter, 30 % Sommer), gefolgt von kleineren und mittleren Handwerks- und Gewerbebetrieben, sowie der Land- und Forstwirtschaft.

### Tourismus
- Im Jahr 1908 wurde mit dem Bau der Krummholzhütte[7] auf dem Hauser Kaibling der Grundstein für den Wandel des Ortes zum Tourismus-Zentrum gelegt.
- Erste Skirennen erfolgten ab 1914.[7] Der Bau einer der ersten Personen-Seilbahnen der Steiermark im Jahr 1951 und die Austragung der alpinen Skistaatsmeisterschaften 1963 belebten den Tourismus, der mit der Austragung aller Damenrennen der Alpinen Skiweltmeisterschaften 1982 einen ersten Höhepunkt erreichte.
- Seit den 1980er Jahren ist der Hauser Kaibling Austragungsort von Alpinen Ski-Weltcuprennen der Damen.[8]

Die Gemeinde bildet gemeinsam mit Aich den Tourismusverband „Haus im Ennstal-Aich-Gössenberg“. Dessen Sitz ist die Gemeinde Haus.
Grundlage des touristischen Erfolges des Ortes sind seine Bekanntheit als Austragungsort der Alpinen Skiweltmeisterschaften 1982, als Austragungsort von alpinen Ski-Weltcuprennen, sowie seine Beherbergungsbetriebe, Liftanlagen und Skipisten.
- Berg- und Wandersport (Ausgangspunkt in die Schladminger Tauern)
- Golfen (Dachstein-Tauern Golf- und Country Club)
- Radfahren und Mountainbiken

sowie Tennis, Fußball, Skaten, Freibad, Rafting auf der Enns, Eislaufen, Stocksport (Eisschießen im Winter, Asphaltschießen im Sommer), Schießstand, Kegeln, Minigolf und Pit-Pat
- Ski- und Snowboardrennen (FIS, Weltcup) am Hauser Kaibling
- Skifahren und Snowboarden in der 4-Berge-Skischaukel Ski amadé mit Hauser Kaibling-Planai-Hochwurzen-Reiteralm.
- Schladminger-Tauern-Seilbahn

### Verkehr
- Straße: Wichtigste Verkehrsanbindung ist die Ennstal Straße B 320, sie führt von West nach Ost durch das Gemeindegebiet, 25 km nach Westen zur Tauern Autobahn, 50 km nach Osten zur Pyhrn Autobahn.
- Bahn: Darüber hinaus besitzt Haus einen vom Ortszentrum nicht fußläufig erreichbaren Bahnhof an der Ennstalbahn, obwohl die Bahnstrecke nur wenige hundert Meter am Ortszentrum vorbeiführt. Die nächstgelegene Schnellzugsstation ist der Bahnhof von Schladming.
Die zum Ortszentrum näher gelegene weitere Haltestelle Oberhaus-Markt Haus wurde im Jahr 1996 stillgelegt.
- Bus: Die Verbundlinie 900 führt vom Bahnhof Stainach-Irdning durch Haus bis Schladming. Weiters bestehen einige weitere Buslinien, etwa zum Steirischen Bodensee, die teils nur saisonal angeboten werden.

### Öffentliche Einrichtungen
Die medizinische Versorgung der Bewohner wird durch einen Arzt mit Apotheke sowie einen Zahnarzt gewährleistet.

### Bildung
- Volksschule
- Neue Mittelschule

## Politik
Der Gemeinderat hat 15 Mitglieder.
- Mit den Gemeinderatswahlen in der Steiermark 2000 hatte der Gemeinderat folgende Verteilung: 7 ÖVP, 7 SPÖ und 1 FPÖ.
- Mit den Gemeinderatswahlen in der Steiermark 2005 hatte der Gemeinderat folgende Verteilung: 9 ÖVP, 5 SPÖ und 1 FPÖ.[11]
- Mit den Gemeinderatswahlen in der Steiermark 2010 hatte der Gemeinderat folgende Verteilung: 7 ÖVP, 4 ULHfA–Unabhängige Liste Haus für Alle und 4 SPÖ.[12]
- Mit den Gemeinderatswahlen in der Steiermark 2015 hatte der Gemeinderat folgende Verteilung: 9 ÖVP, 4 ULHfA–Unabhängige Liste Haus für Alle und 2 SPÖ.[13]
- Mit den Gemeinderatswahlen in der Steiermark 2020 hat der Gemeinderat folgende Verteilung: 8 ULHfA–Unabhängige Liste Haus für Alle, 5 ÖVP und 2 SPÖ.[14]

### Bürgermeister
- 1990 bis 2000 Wilhelm Kraml (SPÖ)[15]
- 2000–2010 Johann Resch (ÖVP)[16]
- 2010–2020 Gerhard Schütter (ÖVP)[17]
- 2020–2025 Stefan Knapp (ULHfA)[18]
- seit 2025 Matthias Schwab (ÖVP)[19]

## Persönlichkeiten

### Ehrenbürger der Gemeinde
- Altlandeshauptmann Friedrich Niederl
- Altbürgermeister Wilhelm Kraml
- Hauptpfarrer i. R. Josef Ladenhaufen
- Zimmermeister Hans Stiegler

### Söhne und Töchter der Gemeinde
- Guido Schenzl (1823–1890), Benediktiner und Abt des Stifts Admont und Naturwissenschaftler
- Gustav Ortner (1900–1984), österreichischer Physiker. Er galt als Pionier der Kernphysik in Österreich.
- Walter Stipperger (1919–2005), Autor und Regionalhistoriker
- Anton Kolb (1931–2016), römisch-katholischer Theologe
- Franz Seggl (* 1952/53), Hochradfahrer (164.000 km, Stand September 2021)
- Helmut Höflehner (* 1959), zweifacher Gesamtweltcupsieger im Abfahrtslauf (alpiner Skisport), heute Hotelier und Skiliftbetreiber am Hauser Kaibling („Höfi-Express“)